# Valars två träd

Valars två träd heter i J.R.R. Tolkiens universum Telperion och Laurelin. Telperion var det silverskimrande av de båda, medan Laurelin var det gyllene. De sjöngs fram av valan Yavanna för att lysa upp Arda efter att Melkor hade förstört de två lamporna Illuin och Ormar.
Telperion har mörkgröna blad med silverskimrande undersida och droppar ständigt silverdagg. Laurelin har ljusgrönare blad och guldkanter och släpper ett guldregn över marken nedanför. Den silverskimrande daggen från trädet samlade Varda i stora kärl och formade senare av dem stjärnorna. Samtidigt som stjärnorna skapades av Telperions dagg uppstod de första alverna vid Cuiviénen, "Uppvaknandets vatten". Tillsammans med Laurelin bildade Telperion Valinors ljus - det mest fantastiska ljus Arda någonsin skådat.
Alvsmeden Fëanor lyckades tillverka tre ädelstenar, silmarillerna, som lyste av ljus fångat från träden.
Dessa båda träd gick för alltid förlorade när Ungoliant på Morgoths befallning sög livet ur dem. Av Telperion blev bara en silverne blomma kvar som av valar kastades upp på himlavalvet och blev månen. Av Laurelin blev bara en gyllene frukt kvar som kastades upp på himlen och blev solen. Valinors ljus lever dock också kvar i de tre silmarillerna.